# George Cohen
George Reginald Cohen (Londen, 22 oktober 1939 – 23 december 2022) was een Engels voetballer.

## Carrière
Hij speelde van 1956 tot 1969, meestal als rechtsachter, voor Fulham. Met die club promoveerde hij in 1959 naar de First Division, de voorloper van de Premier League. In 1960 eindigden zij op de tiende plaats in de competitie, een prestatie die pas in 2004 verbeterd werd. Prijzen won Cohen echter niet met zijn club.
In 1964 werd hij door bondscoach Alf Ramsey bij de selectie van het Engels voetbalelftal gehaald, om de geblesseerde Jimmy Armfield te vervangen. Hij werd een vaste waarde in de ploeg. Met Engeland speelde hij in 1966 het WK in eigen land. Hij viel onder andere op in de halve finale tegen Portugal: uit zijn voorzet scoorde Bobby Charlton het enige doelpunt. De finale in het Wembley Stadium tegen West-Duitsland werd met 4–2 gewonnen.
Na het WK speelde Cohen nog zeven interlands. Hij speelde er in totaal 37. Hij was, in 1967, de eerste van de winnende WK-ploeg van het jaar ervoor die zijn interlandcarrière beëindigde.

## Erelijst
Engeland
- Wereldkampioenschap voetbal: 1966

Cohen behoort tot de groep "one hit wonders" die wel het wereldkampioenschap, maar verder geen enkele trofee wonnen.

## Privé
Zijn familienaam Cohen werd aangenomen door een Joodse overgrootvader, maar hijzelf werd opgevoed in de Anglicaanse Kerk. Zijn neef, Ben Cohen, werd ook wereldkampioen; deze won met het Engels rugbyteam het WK in 2003.
Cohen overleed op 83-jarige leeftijd.
1 Banks ·
2 Cohen ·
3 Wilson ·
4 Stiles ·
5 J. Charlton ·
6 Moore  ·
7 Ball ·
8 Greaves ·
9 B. Charlton ·
10 Hurst ·
11 Connelly ·
12 Springett ·
13 Bonetti ·
14 Armfield ·
15 Byrne ·
16 Peters ·
17 Flowers ·
18 Hunter ·
19 Paine ·
20 Callaghan ·
21 Hunt ·
22 Eastham ·
Coach: Ramsey